# 圣马丹德尚 (塞纳-马恩省)
圣马丹德尚（法語：Saint-Martin-des-Champs，法語發音：[sɛ̃ maʁtɛ̃ de ʃɑ̃] ⓘ）是法国塞纳-马恩省的一个市镇，属于普罗万区。

## 地理
圣马丹德尚（48°46'41"N, 3°20'5"E）面积10.42 平方千米，位于法国法蘭西島大區塞纳-马恩省，该省份为法国北部内陆省份，北起瓦兹省，西接埃松省、马恩河谷省、塞纳-圣但尼省和瓦兹河谷省，南至卢瓦雷省，东南接约讷省，东临马恩省和奥布省，东北接埃纳省。
与圣马丹德尚接壤的市镇（或旧市镇、城区）包括：戈謝堡、莱什罗勒、圣巴泰勒米、圣马尔-维约迈松。

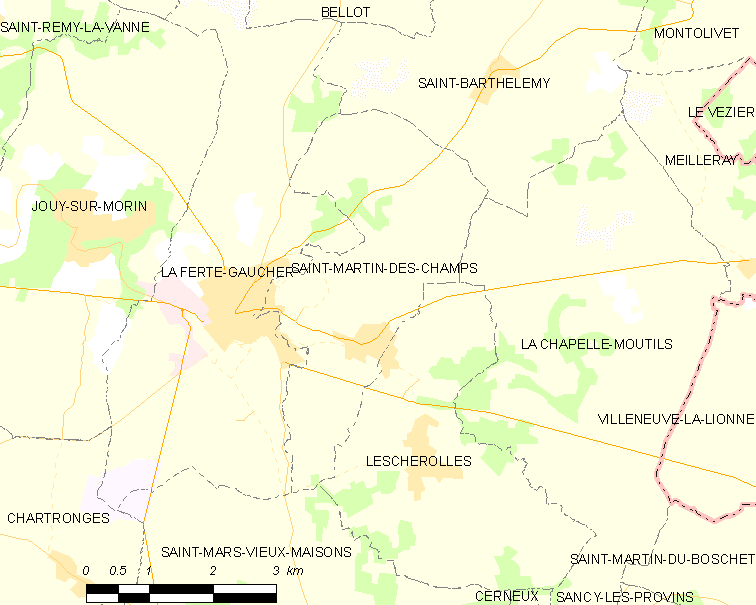
的OSM定位图

圣马丹德尚的时区为UTC+01:00、UTC+02:00（夏令时）。

## 行政
圣马丹德尚的邮政编码为77320，INSEE市镇编码为77423。

## 政治
圣马丹德尚所属的省级选区为库洛米耶县。

## 人口

1962-2008年间人口变化图示

圣马丹德尚于2022年1月1日时的人口数量为660人。